# Saint-Gervais-la-Forêt
Pour les articles homonymes, voir Saint-Gervais.
Saint-Gervais-la-Forêt est une commune française située dans le département de Loir-et-Cher, en région Centre-Val de Loire.

## Géographie
Commune limitrophe du sud de Blois, Saint-Gervais est le carrefour des quatre routes principales de Sologne. Trois d'entre elles se rejoignent, depuis 1770, au carrefour dit de la Patte d'Oie (Lamotte-Beuvron, Romorantin-Lanthenay et Contres). La quatrième arrive le long du Cosson et rejoint le village par le nord.
Saint-Gervais est traversé par une rivière, le Cosson, et a vu disparaître au fil des siècles la rivière de la Poissonnière dont le lit est toujours présent dans l'actuel bourg.
Le village est ceint par le sud et l'ouest par la forêt de Russy qui occupe la majeure partie de la commune (494 ha sur les 897 ha de surface totale du village), d'où son toponyme actuel.
Les communes limitrophes sont Blois au nord, Vineuil à l'est, Mont-près-Chambord et Cellettes au sud et Chailles à l'ouest.
Du fait de sa situation au sein de val du Cosson, l'altitude de la commune varie de 67 mètres au nord à 110 mètres au sud.

### Voies de communication et transports

#### Infrastructures ferroviaires
Saint-Gervais-la-Forêt n'est aujourd'hui pas reliée au réseau ferré national.
La gare de référence pour les Gervaisiens est la gare de Blois–Chambord, à Blois.

#### Transports en commun

##### Réseau Azalys
La commune est desservie par deux lignes de bus principales et cinq lignes à vocation scolaire d'Azalys, le nom commercial du réseau de transports de Blois et d'Agglopolys, exploité par la société Keolis Blois.
La commune est traversée par la ligne A reliant le centre commercial Renaissance aux quartiers nord de Blois, en passant par la route Nationale, avant de rejoindre le quartier Vienne, le centre-ville et la gare de Blois. En complément, une branche de la ligne E dessert le haut de la commune depuis la salle de fêtes (arrêt Gérard Dubois), jusqu'à la gare de Blois via Vineuil.
En période scolaire, la ligne péri-urbaine L15 relie la commune aux différents établissements scolaires de Blois situés non loin du Pôle d'échange scolaire, desservant le haut de la commune puis la route de Chambord. Elle est aussi desservie par des lignes scolaires (de S40 à S44) desservant le Collège Marcel Carné, situé à Vineuil. Ces lignes étant destinées en priorité aux écoliers et étudiants, elles ne sont donc assurées que le matin et le soir en semaine et en période scolaire. 

### Climat
Pour des articles plus généraux, voir Climat du Centre-Val de Loire et Climat de Loir-et-Cher.
En 2010, le climat de la commune est de type climat océanique dégradé des plaines du Centre et du Nord, selon une étude du CNRS s'appuyant sur une série de données couvrant la période 1971-2000. En 2020, Météo-France publie une typologie des climats de la France métropolitaine dans laquelle la commune est exposée à un climat océanique altéré et est dans la région climatique  Moyenne vallée de la Loire, caractérisée par une bonne insolation (1 850 h/an) et un été peu pluvieux. 
Pour la période 1971-2000, la température annuelle moyenne est de 11,1 °C, avec une amplitude thermique annuelle de 14,8 °C. Le cumul annuel moyen de précipitations est de 688 mm, avec 10,5 jours de précipitations en janvier et 7,1 jours en juillet. Pour la période 1991-2020, la température moyenne annuelle observée sur la station météorologique de Météo-France la plus proche, sur la commune de Cheverny à 11 km à vol d'oiseau, est de 11,8 °C et le cumul annuel moyen de précipitations est de 675,8 mm,. Pour l'avenir, les paramètres climatiques de la commune estimés pour 2050 selon différents scénarios d'émission de gaz à effet de serre sont consultables sur un site dédié publié par Météo-France en novembre 2022.

## Urbanisme

### Typologie
Au 1er janvier 2024, Saint-Gervais-la-Forêt est catégorisée ceinture urbaine, selon la nouvelle grille communale de densité à sept niveaux définie par l'Insee en 2022.
Elle appartient à l'unité urbaine de Blois, une agglomération intra-départementale regroupant sept  communes, dont elle est une commune de la banlieue,,. Par ailleurs la commune fait partie de l'aire d'attraction de Blois, dont elle est une commune de la couronne,. Cette aire, qui regroupe 78 communes, est catégorisée dans les aires de 50 000 à moins de 200 000 habitants,.

## Toponymie
Le nom de la commune rappelle le premier des saints Gervais et Protais, jumeaux martyrs des débuts de la chrétienté, au Ier siècle.
Sous la Révolution, la volonté de déchristianiser la société française requiert un changement du toponyme : par délibération du conseil général de la commune, et en application du décret du 25 vendémiaire an II (16 octobre 1793), alors qu'elle connue comme Saint-Gervais-des-Prés pendant plus de mille ans (depuis le VIIIe siècle[réf. souhaitée]), la commune devient provisoirement Bonne-Crême, en référence à sa spécialité locale, avant d'être rebaptisée Gervais-sur-Cosson.
La commune étant alors rattachée à la ville de Blois en 1803, elle ne put changer de nom qu'en 1828, et non à la Restauration de 1814 comme la majorité des communes de France, pour adopter le toponyme Saint-Gervais-sur-Cosson[réf. souhaitée].
C'est le 16 août 1919 que la commune de Saint-Gervais adopta, pour se différencier des 17 autres villages homonymes, le nom unique de Saint-Gervais-la-Forêt, en référence à l'immense forêt de Russy qui borde la commune par le sud.

## Histoire

### Origines

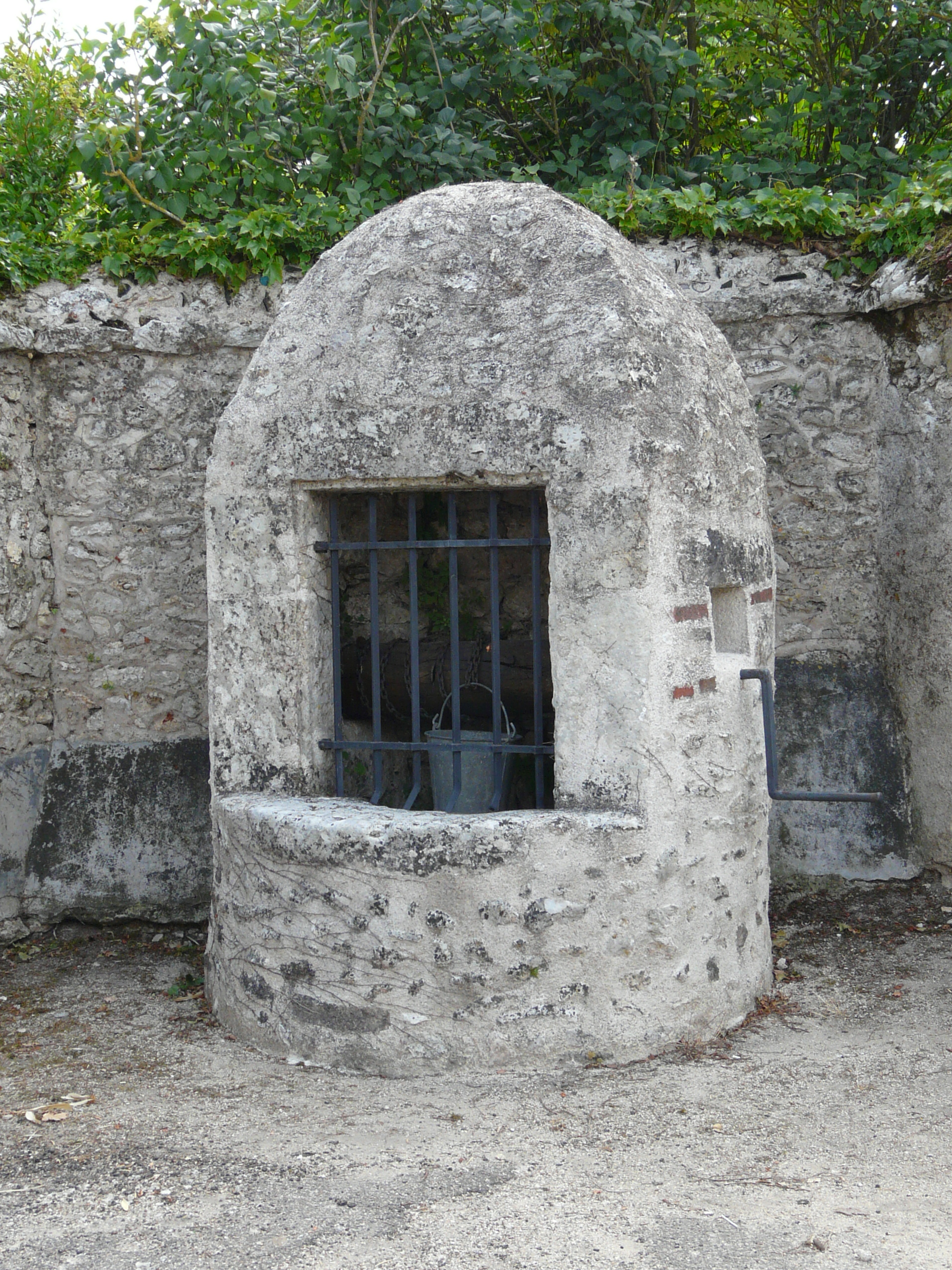
Puits typique du village.

Village de vignerons et de prairies, réputé dès le XVIIe siècle pour sa crème, la bourgade a longtemps été sous domination des seigneurs de l'Aubépin, entre 1034 et 1789. Les premiers seigneurs de l'Aubépin se nommaient de Bapaulme, le plus célèbre fut Gabriel-Charles de Lattaignant, qui hérita de la seigneurie en 1724 et la vendit en 1734 au dernier seigneur de l'Aubépin, Adam-François-Melchior Mahy du Plessis.

### Révolution française et Empires

#### Nouvelle organisation territoriale
Le décret de l'Assemblée nationale du 12 novembre 1789 décrète qu'« il y aura une municipalité dans chaque ville, bourg, paroisse ou communauté de campagne », mais ce n'est qu'avec le décret de la Convention nationale du 10 brumaire an II (31 octobre 1793) que la paroisse de Saint-Gervais devient formellement « commune de Saint-Gervais »,.
En 1790, dans le cadre de la création des départements, la municipalité est rattachée au canton de Cellettes, au district de Blois, et au département du Loir-et-Cher.
Les cantons sont supprimés en tant que découpage administratif par une loi du 26 juin 1793, et ne conservent qu'un rôle électoral, permettant l'élection des électeurs du second degré chargés de désigner les députés,. La Constitution du 5 fructidor an III, appliquée à partir de vendémiaire an IV (1795) supprime les districts, considérés comme des rouages administratifs liés à la Terreur, mais maintient les cantons qui acquièrent dès lors plus d'importance en retrouvant une fonction administrative.
Enfin, sous le Consulat, un redécoupage territorial visant à réduire le nombre de justices de paix ramène le nombre de cantons en Loir-et-Cher de 33 à 24. Saint-Gervais est alors rattachée au canton de Blois-Ouest et à l'arrondissement de Blois par arrêté du 5 vendémiaire an X (26 septembre 1801),,. Cette organisation va rester inchangée pendant plus de 150 ans.

#### Rattachement à Blois
Du 20 décembre 1803 au 20 mars 1828, Saint-Gervais est par ailleurs rattachée à la ville de Blois. La réunion est en effet effectuée sous l'impulsion de Louis-Athanase Bergevin, maire des deux communes entre 1803 et 1806.

### XXesiècle
L'électrification du village débute en 1910, avec l'arrivée du tramway de Blois, qui dessert l'octroi de Saint-Gervais (actuel Bas de Saint-Gervais).

#### Pendant la Seconde Guerre mondiale
Durant la Seconde Guerre mondiale, Saint-Gervais est le siège d'une plateforme de l'armée allemande du 18 juin 1940 au 1er septembre 1944. La commune a été largement bombardée entre le 15 et le 17 juin 1940. Un camp de prisonniers africains et malgaches fut établi dans les Perrières (carrières de pierres) en 1940.
En 1952, le réseau d'eau potable est mis en route. L'assainissement complet du village est bientôt terminé.

## Politique et administration

### Liste des maires

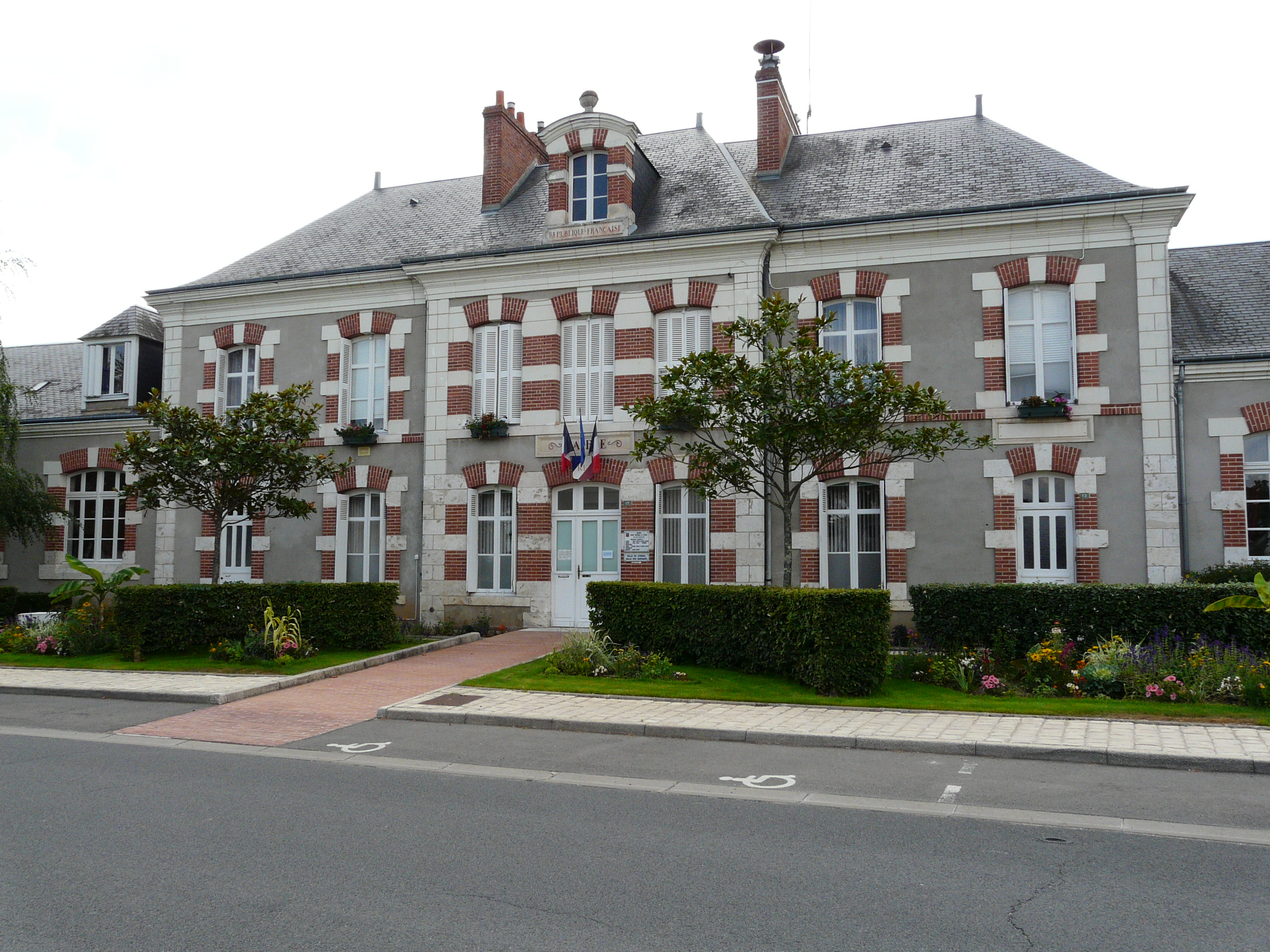
La mairie.

Membre fondatrice de la communauté de communes puis de la communauté d'agglomération de Blois Agglopolys, la commune de Saint-Gervais est aussi membre de plusieurs syndicats (Val ECO, SIVOM Saint Gervais-Vineuil, Syndicat du Bas Cosson...)
Saint-Gervais est l'une des quatre communes qui forme le canton de Blois-2.

## Population et société

### Démographie

#### Évolution démographique
L'évolution du nombre d'habitants est connue à travers les recensements de la population effectués dans la commune depuis 1793. Pour les communes de moins de 10 000 habitants, une enquête de recensement portant sur toute la population est réalisée tous les cinq ans, les populations de référence des années intermédiaires étant quant à elles estimées par interpolation ou extrapolation. Pour la commune, le premier recensement exhaustif entrant dans le cadre du nouveau dispositif a été réalisé en 2005.

En 2022, la commune comptait 3 184 habitants, en évolution de −1,09 % par rapport à 2016 (Loir-et-Cher : −1,15 %, France hors Mayotte : +2,11 %).
| 1793 | 1800 | 1831 | 1836 | 1841 | 1846 | 1851 | 1856 | 1861 |
| ---- | ---- | ---- | ---- | ---- | ---- | ---- | ---- | ---- |
| 333  | 314  | 362  | 388  | 415  | 480  | 503  | 533  | 549  |

| 1866 | 1872 | 1876 | 1881 | 1886 | 1891 | 1896 | 1901 | 1906 |
| ---- | ---- | ---- | ---- | ---- | ---- | ---- | ---- | ---- |
| 578  | 525  | 540  | 560  | 557  | 565  | 571  | 606  | 578  |

| 1911 | 1921 | 1926 | 1931 | 1936 | 1946 | 1954 | 1962  | 1968  |
| ---- | ---- | ---- | ---- | ---- | ---- | ---- | ----- | ----- |
| 574  | 544  | 568  | 600  | 660  | 760  | 862  | 1 426 | 1 775 |

| 1975  | 1982  | 1990  | 1999  | 2005  | 2006  | 2010  | 2015  | 2020  |
| ----- | ----- | ----- | ----- | ----- | ----- | ----- | ----- | ----- |
| 2 042 | 2 702 | 2 784 | 3 308 | 3 393 | 3 413 | 3 312 | 3 224 | 3 166 |

| 2022  | - | - | - | - | - | - | - | - |
| ----- | - | - | - | - | - | - | - | - |
| 3 184 | - | - | - | - | - | - | - | - |

#### Pyramide des âges
La population de la commune est relativement âgée.
En 2018, le taux de personnes d'un âge inférieur à 30 ans s'élève à 29,0 %, soit en dessous de la moyenne départementale (31,3 %). À l'inverse, le taux de personnes d'âge supérieur à 60 ans est de 36,4 % la même année, alors qu'il est de 31,6 % au niveau départemental.
En 2018, la commune comptait 1 515 hommes pour 1 666 femmes, soit un taux de 52,37 % de femmes, légèrement supérieur au taux départemental (51,45 %).
Les pyramides des âges de la commune et du département s'établissent comme suit.
| Hommes | Classe d’âge | Femmes |
| ------ | ------------ | ------ |
| 0,9    | 90 ou +      | 1,6    |
| 12,0   | 75-89 ans    | 12,5   |
| 22,2   | 60-74 ans    | 23,6   |
| 19,8   | 45-59 ans    | 20,0   |
| 14,3   | 30-44 ans    | 15,1   |
| 12,8   | 15-29 ans    | 11,6   |
| 18,1   | 0-14 ans     | 15,6   |

| Hommes | Classe d’âge | Femmes |
| ------ | ------------ | ------ |
| 1,1    | 90 ou +      | 2,6    |
| 9,2    | 75-89 ans    | 11,9   |
| 19,7   | 60-74 ans    | 20,4   |
| 20,7   | 45-59 ans    | 20     |
| 16,5   | 30-44 ans    | 16,2   |
| 15,2   | 15-29 ans    | 13,2   |
| 17,6   | 0-14 ans     | 15,7   |

### Enseignement
Écoles :
Il existe une école élémentaire publique de 8 classes, et une école maternelle publique de 4 classes. Ces deux établissements sont situés l'un en face de l'autre au sein d'un quartier piéton bordé par la mairie d'un côté et le centre de loisirs et la salle des sports de l'autre.
Actions Enfance Jeunesse :
- Halte garderie La Capucine
- Relais d'assistantes maternelles
- Centre de loisirs Yves-Poitou
- « Ados », qui propose des activités tout au long de l'année pour les adolescents.

### Santé
La commune héberge plusieurs médecins dont deux généralistes, un ophtalmologue, deux kinésithérapeutes, deux dentistes, deux psychiatres, cinq infirmières libérales, un orthophoniste et un pédicure - podologue. Il y a aussi une pharmacie, un laboratoire d'analyses, un cabinet de radiologie et une clinique vétérinaire. Par ailleurs, la proximité de Blois ouvre aux Gervaisiens la complétude des soins nécessaires (Centre hospitalier de Blois, Polyclinique, Mozaïque et médecine libérale).

## Économie
L'économie de la commune est essentiellement axée sur le commerce. La zone commerciale partagée avec la commune de Vineuil est la première zone commerciale du département de Loir-et-Cher. La commune de Saint-Gervais héberge notamment les enseignes InterSport, Truffaut, Monsieur Bricolage, Gitem, Symphonie-Val-de-Loire, Mitsubishi, Pat'à Pain...
Il est à noter surtout l'importance des commerçants du Centre-bourg (presse, esthéticienne, coiffeurs, épicerie, restaurants, boulangeries...) qui dynamisent la vie sociale des Gervaisiens.
On remarque aussi une dominante du secteur BTP (Enduits du Val de Loire, SETRA, DEA, Inéo Centre...) et une disparition du secteur primaire (reste encore un élevage de chevaux et poneys au château).

## Culture locale et patrimoine

### Vie locale

#### Vie associative
La commune accueille 23 associations dont :
Sports
- Association Sportive de Saint-Gervais (football)
- Courir à Saint-Gervais (course à pied) organisateur des foulées gervaisiennes (Trail de la forêt de Russy 25 km, course 6,5 km, course 12,1 km et courses enfants et ados)
- Badminton Club Gervaisien
- Dojo de la Forêt (Shiatsu)
- Tennis Club de Saint-Gervais
- LCBSG Handball (regroupant aussi les joueurs des communes de La Chaussée-Saint-Victor et Blois)

Culture et Loisirs
- l'Éveil de Saint Gervais la Forêt (comité des fêtes) qui organise depuis 1959 les lotos, la foire aux crêpes, les bourses aux jouets et vêtements, le Père Noël des écoles, le Colis pour les Aînés de la commune et le très prisé Bal - Coq au vin le dernier samedi de janvier.
- Association Musicale Églantine (école de musique, banda, orchestre de jazz et chorales)
- Cercle Gervaisien (initiation musicale, club de patchwork, club des Doigts agiles)
- le théâtre du Cercle
- La bibliothèque ouverte les lundi, mercredi et vendredi après-midi
- La ludothèque (prêt de jeux)

Vie Sociale

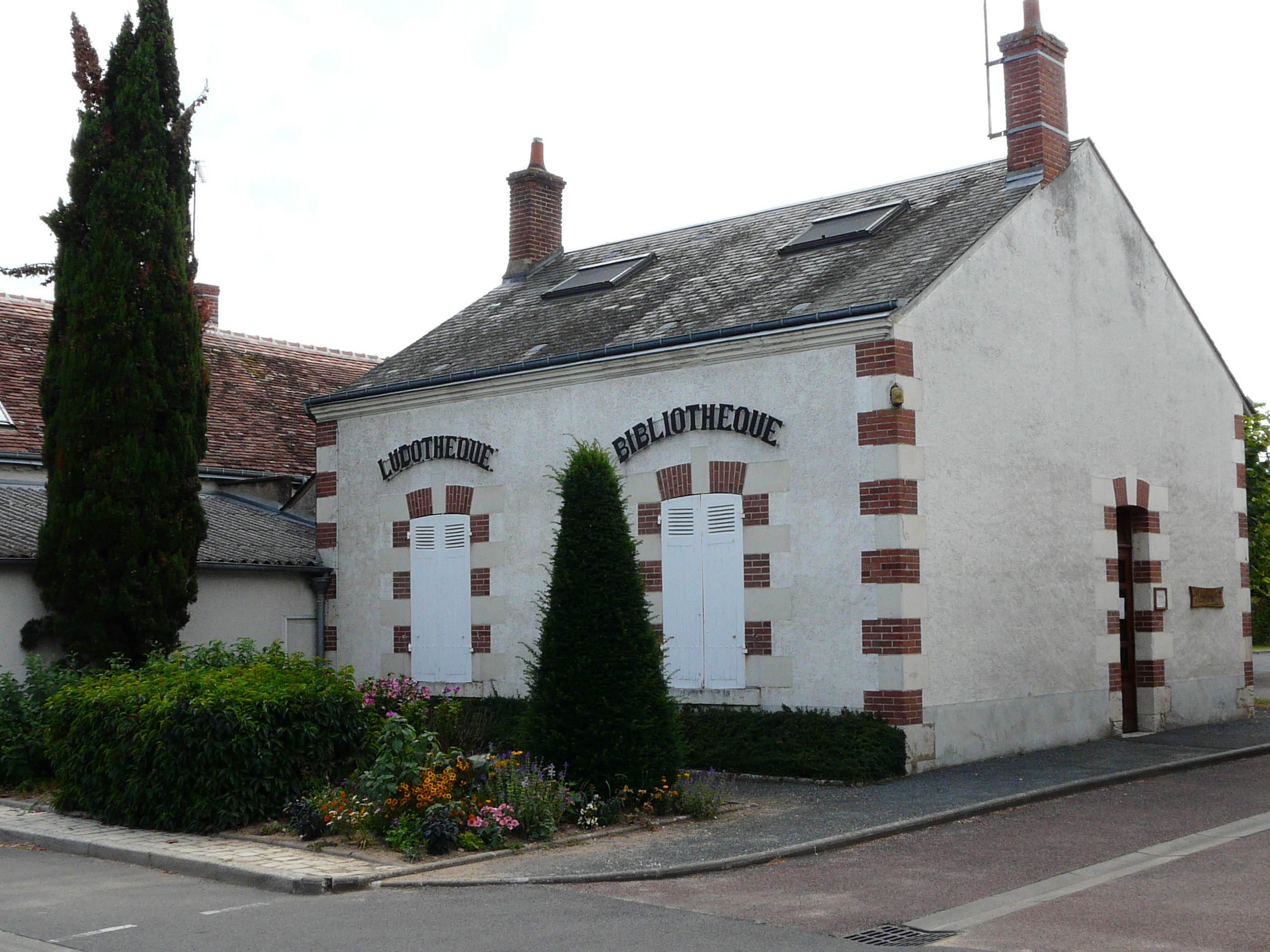
Ludothèque et bibliothèque de Saint-Gervais.

- Associations de parents d'élèves (FCPE)
- UNRPA (Union nationale des retraités et personnes âgées)
- ACPG Saint-Gervais (anciens combattants et prisonniers de guerre)
- FNACA Saint-Gervais (anciens d'Afrique du Nord)

### Voies
| 105 odonymes recensés à Saint-Gervais-la-Forêt au 29 mars 2014 | 105 odonymes recensés à Saint-Gervais-la-Forêt au 29 mars 2014 | 105 odonymes recensés à Saint-Gervais-la-Forêt au 29 mars 2014 | 105 odonymes recensés à Saint-Gervais-la-Forêt au 29 mars 2014 | 105 odonymes recensés à Saint-Gervais-la-Forêt au 29 mars 2014 | 105 odonymes recensés à Saint-Gervais-la-Forêt au 29 mars 2014 | 105 odonymes recensés à Saint-Gervais-la-Forêt au 29 mars 2014 | 105 odonymes recensés à Saint-Gervais-la-Forêt au 29 mars 2014 | 105 odonymes recensés à Saint-Gervais-la-Forêt au 29 mars 2014 | 105 odonymes recensés à Saint-Gervais-la-Forêt au 29 mars 2014 | 105 odonymes recensés à Saint-Gervais-la-Forêt au 29 mars 2014 | 105 odonymes recensés à Saint-Gervais-la-Forêt au 29 mars 2014 | 105 odonymes recensés à Saint-Gervais-la-Forêt au 29 mars 2014 | 105 odonymes recensés à Saint-Gervais-la-Forêt au 29 mars 2014 | 105 odonymes recensés à Saint-Gervais-la-Forêt au 29 mars 2014 | 105 odonymes recensés à Saint-Gervais-la-Forêt au 29 mars 2014 |
| Allée                                                          | Avenue                                                         | Bld                                                            | Chemin                                                         | Cité                                                           | Clos                                                           | Impasse                                                        | Passage                                                        | Place                                                          | Route                                                          | Rue                                                            | Ruelle                                                         | Sentier                                                        | Tertre                                                         | Autres                                                         | Total                                                          |
| -------------------------------------------------------------- | -------------------------------------------------------------- | -------------------------------------------------------------- | -------------------------------------------------------------- | -------------------------------------------------------------- | -------------------------------------------------------------- | -------------------------------------------------------------- | -------------------------------------------------------------- | -------------------------------------------------------------- | -------------------------------------------------------------- | -------------------------------------------------------------- | -------------------------------------------------------------- | -------------------------------------------------------------- | -------------------------------------------------------------- | -------------------------------------------------------------- | -------------------------------------------------------------- |
| 5                                                              | 0                                                              | 1                                                              | 2                                                              | 0                                                              | 0                                                              | 9                                                              | 3                                                              | 0                                                              | 2                                                              | 69                                                             | 2                                                              | 1                                                              | 1                                                              | 10                                                             | 105                                                            |
| Notes « N »                                                    | Notes « N »                                                    | 1. 2. 3. 4. 5. 6. 7. 8. 9. 10.                                 | 1. 2. 3. 4. 5. 6. 7. 8. 9. 10.                                 | 1. 2. 3. 4. 5. 6. 7. 8. 9. 10.                                 | 1. 2. 3. 4. 5. 6. 7. 8. 9. 10.                                 | 1. 2. 3. 4. 5. 6. 7. 8. 9. 10.                                 | 1. 2. 3. 4. 5. 6. 7. 8. 9. 10.                                 | 1. 2. 3. 4. 5. 6. 7. 8. 9. 10.                                 | 1. 2. 3. 4. 5. 6. 7. 8. 9. 10.                                 | 1. 2. 3. 4. 5. 6. 7. 8. 9. 10.                                 | 1. 2. 3. 4. 5. 6. 7. 8. 9. 10.                                 | 1. 2. 3. 4. 5. 6. 7. 8. 9. 10.                                 | 1. 2. 3. 4. 5. 6. 7. 8. 9. 10.                                 | 1. 2. 3. 4. 5. 6. 7. 8. 9. 10.                                 | 1. 2. 3. 4. 5. 6. 7. 8. 9. 10.                                 |
| Sources : rue-ville.info & perche-gouet.net & OpenStreetMap    |                                                                |                                                                |                                                                |                                                                |                                                                |                                                                |                                                                |                                                                |                                                                |                                                                |                                                                |                                                                |                                                                |                                                                |                                                                |

### Lieux et monuments

#### Lieux de cultes
Une messe catholique a lieu le deuxième dimanche du mois à 10 h 30 à l'église Saint-Gervais Saint-Protais. Le presbytère Saint-Saturnin / Saint-Gervais est situé à Blois.
Une église évangélique est située sur le territoire de la commune sur la zone de la Bouillie et donc vouée à la destruction étant donné le projet de protection de ce territoire.

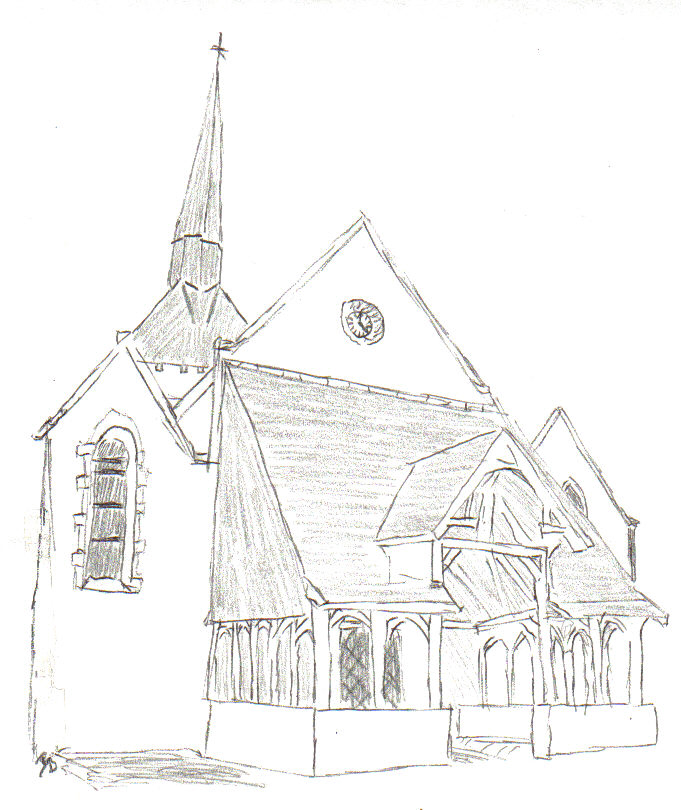
Église Saint-Gervais Saint-Protais.

#### Monuments
Les seuls monuments de la commune qui sont protégés sont les trois ponts. Les plus anciens (ponts chastrés et le reste des ponts Saint-Michel), ainsi que depuis le 2 décembre 1946 le Pont de la route nationale sur la rivière Le Cosson qui date de 1771.
- La mairie a été édifiée entre 1883 et 1884 suivant un plan classique ; mairie au centre, surmontée du logement du couple d'instituteurs et encadrée par l'école des filles et celle des garçons. Le tout construit par Alexandre Bodier (maçon) et Alfred Joubert (charpentier) est inauguré le 28 septembre 1884[34].
- Le prieuré, construit au XVIIe sur le coteau du Cosson pour un prieur de Saint-Solenne, fait face à la vallée de la Loire. C'est la dernière demeure de Jean-Eugène Robert-Houdin de 1851 à sa mort. À partir de 1856, il en fait une maison enchantée dans le jardin de laquelle il avait installé ses automates.
- Le château, proche du prieuré, demeure du XIXe aujourd'hui habité par la famille de Warren. Il a été construit en 1842 pour Louis-Catherine Bergevin, sur l'emplacement de la Juiverie, anciennement Le Vivier (commanderie templière du XIIe et XIIIe)[16] sur les plans de Jules de La Morandière.
- La ferme de l'Aubépin, ferme fortifiée du XVIIIe était la ferme du dernier siège de la seigneurie. Le château de l'Aubépin fut détruit sur ordre de Louis-Catherine Bergevin pour en récupérer les pierres afin de se faire construire le nouveau château sur l'emplacement de la Juiverie
- Les Belleries, demeure construite entre le XVe et le XIXe siècle par le prieuré et monastère Notre-Dame de Boulogne. Elle fut la demeure du peintre Joseph-René Verdier (1819-1904). Son fils Félix qui était ingénieur y avait construit une usine à gaz et un laboratoire de chimie, encore visibles à l'heure actuelle. Le 27 février 1951, le colonel Lauzières y reçut le général de Gaulle.
- L'église Saint-Gervais-et-Saint-Protais comporte une tour romane du XIIe siècle, seul vestige de l'ancienne église incendiée par les huguenots en 1567[16]. Elle fut reconstruite, agrandie et aménagée entre le XVIe et le XXIe (reconstruction en 2007 d'un caquetoir selon les plans et aquarelles d'époque).
- La Haute Maison aujourd'hui surnommée le Parc à Chautemps Demeure du XVIIIe (?) qui a appartenu notamment à Charles Lermit qui en avait fait, entre 1906 et 1916, une pension haut de gamme disposant d'une salle de billard, d'un putting golf, d'un tennis en terre battue, d'une charmille, d'une grotte pour enfants (détruite en 2011) tout cela au milieu d'un parc de 20 acres... Elle fut à partir de 1931 la demeure de Camille Chautemps. Réquisitionnée après la Seconde Guerre mondiale, elle a été divisée en 7 appartements mis à la disposition de foyers aux moyens modestes. La bâtisse fut détruite le 2 octobre 1953 par un incendie. Aujourd'hui il ne reste plus qu'une partie du parc qui est en cours de réaménagement pour devenir un parc pédestre.
- La Conandière ou Conanderie ferme fortifiée (Closerie) du XVIIe rue des Courtines sur laquelle figure la marque de la crue de 1853.
- La Piçonnière est selon la carte de Cassini une ferme fortifiée qui se situait dans l'actuelle rue Gérard Dubois. Des recherches sont en cours pour savoir s'il s'agit de la bâtisse ancienne du carrefour.
- Le Bon-marché était la place occupée sur le haut de la route de Romorantin où se vendaient crèmes et bons vins.
- Le Landier était une ferme spécialisée dans le commerce et le travail du bois. Commerce nécessaire pour fabriquer les tonneaux, pressoirs et barriques des vignerons. D'après les esquisses de la carte de Cassini, cette ferme devait se situer sur l'emplacement actuel de la Pouponnière, rue des Landiers.
- le pont de la route nationale sur le Cosson fut construit en 1771 sur les plans de messire Roger, ingénieur et bâtit par Fauconnet-Hue, maçons-charpentiers. Ce pont fait partie d'un projet global de la construction du chemin neuf qui devait relier le pont Saint-Fiacre de Blois (aujourd'hui pont Jacques-Gabriel) et les routes de Sologne.
- Le pont Saint-Michel sur le Cosson[35] est mentionné dès le XIe siècle[16], pour relier Blois à Bourges. Il en reste aujourd'hui des piles dans les « fosses Saint-Michel ». Ce nom est quelquefois donné par analogie au pont du moulin voisin qui enjambe le Cosson.
- les ponts Chartrains (ou chastrés signifiant « coupés ») relient le chemin de Vineuil (actuelle route de Chambord) à la levée Neuve (quartier de La Boire) ; l'armée de Jeanne d'Arc le traversa le 28 avril 1429 avec son armée pour aller délivrer Orléans.

### Héraldique
|  | Les armoiries de Saint-Gervais-la-Forêt se blasonnent ainsi : De gueules à la branche d'aubépine de sinople fleurie de trois pièces mal ordonnées d'argent, au chef cousu d'azur chargé d'une serpe d'or et voûté en berceau d'une pièce et deux demies d'or, maçonnées de sable. Création G. Cordier (1972). Ce blason reprend les différents symboles du village. L'aubépine rappelle que le village a appartenu pendant 900 ans aux seigneurs de l'Aubépin, la serpe rappelle l'importance des vignerons par le passé et les voûtes sont celles des caves dans lesquelles était confectionnée la fameuse bonne crème de Saint-Gervais. À cela s'ajoute le bleu du Cosson et le rouge de la forêt de Russy (qui signifiait forêt rousse). |

### Personnalités liées à la commune
- Jean Guillon (1686-1748) fut le premier 'maistre d'école' du village. Il officiait dès 1730 lors des veillées.
- Gabriel-Charles de Lattaignant, (1697-1779), ecclésiastique, poète et chansonnier, auteur de j'ai du bon tabac, il hérita de la seigneurie de l'Aubépin qu'il dut revendre dix ans plus tard afin de pouvoir financer une vie parisienne particulièrement joyeuse.
- Adam-François-Melchior Mahy Du Plessis, dernier seigneur de l'Aubépin. Il était écuyer, auditeur en la chambre des comptes de Blois et administrateur de l'Hôtel-Dieu de Blois. Il introduisit la culture de la luzerne et de la pomme de terre à Saint-Gervais.
- Louis-Athanase Bergevin (1753-1832), notaire, maire de Blois (et de Saint-Gervais) entre 1803 et 1806 et vice-président du tribunal civil de Blois, il projeta construire l'actuel 'château de Saint-Gervais' en acquérant la Templerie (juiverie), le château de l'Aubépin ainsi que plusieurs terres d'une surface totale de 198 ha.
- Louis-Catherine Bergevin (1798-1876), fils du précédent, il était président du tribunal civil de Blois, président du conseil général de Loir-et-Cher et député de l'arrondissement de Blois. Il est l'auteur avec Alexandre Dupré, avocat et bibliothécaire-adjoint de la ville, de l' Histoire de Blois (1846). Il fut aussi protecteur de notre commune par ses dons généreux tant pour la contribution de guerre exigée par les Prussiens en 1871 que pour la restauration de l'église après son pillage de la révolution de 1848. Il fut aussi un conseiller municipal actif.

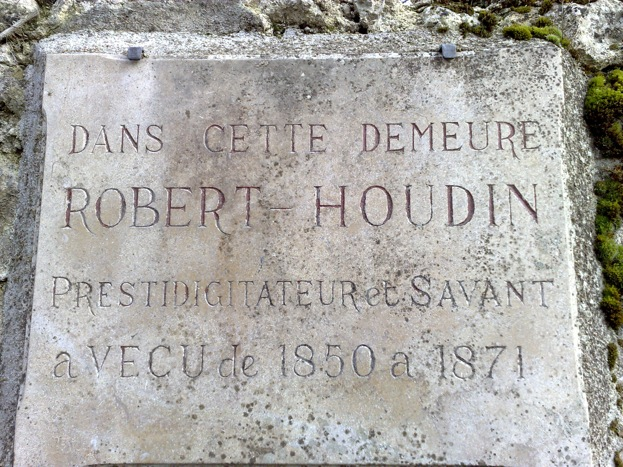
Plaque Robert Houdin

- Plaque Robert HoudinJean-Eugène Robert-Houdin (1805-1871), mort dans sa maison Le Prieuré en 1871, il était prestidigitateur, horloger, ingénieur, et diplomate. Il avait offert à l'église Saint-Gervais une horloge pour mettre sur le clocher. Après plainte des habitants, elle fut retirée et offerte à la ville de Blois. Il fut conseiller municipal.
- Joseph-René Verdier (1819-1904), peintre aquarelliste né à Parcé-sur-Sarthe et élève d'Auguste Bonheur. Auteur de Étang au crépuscule(1888), petite fille jouant avec un chien, Les Oies (1866) et un matin dans la lande (musée du Mans). Il vécut dans la demeure des Belleries.
- Édouard Dujardin (1861-1949), né à Saint-Gervais, il est écrivain, essayiste, poète et journaliste. Connu surtout pour son roman Les lauriers sont coupés (1887), il y emploie pour la première fois le « monologue intérieur », procédé tout à fait nouveau. Il fut le fondateur de l'académie Mallarmé.
- Edmond Coffignon (1863–1923), artiste peintre élève de Jean-Baptiste Corot fut le propriétaire de l'actuelle maison du centre de placement familial du département des Hauts-de-Seine.
- Camille Chautemps (1885-1963), né à Paris le 1er février 1885 et mort à Washington le 1er juillet 1963, avocat de formation, il est élu maire de Tours en 1919. Député radical-socialiste d'Indre-et-Loire (1919-1928), il représente ensuite le Loir-et-Cher comme député (1929-1934) et sénateur (1934-1940). Trois fois Président du Conseil, plusieurs fois ministre et fondateur de la SNCF, il est favorable à l’armistice et à l’arrivée au pouvoir du maréchal Pétain (16 juin 1940), il entre dans le gouvernement de celui-ci. En désaccord avec celui-ci, il démissionne dès juillet 1940 et s’exile aux États-Unis et choisit d'y demeurer jusqu'en 1944, date à laquelle il gagne l'Afrique du Nord. Après la Libération, il partage sa vie entre Paris et Washington, où réside sa famille. Il résida dans la Haute-Maison et finança en partie la réfection de la Rue Haute (aujourd'hui rue du Val Fleuri)
- Louis Chesneau (1860-1935), curé de la paroisse de 1907 à 1935 a été le premier mémorialiste de la commune. Il rédigea notamment La paroisse de Saint-Gervais sous l'ancien Régime (1922), l'occupation prussienne à Saint-Gervais (1914), L'ancien pays de Saint-Gervais (1915). Il décéda au Presbytère de Saint-Gervais et fut enterré au cimetière de Saint-Gervais.
- Jules Supervielle (1884-1960), poète qui séjourna dans sa maison de campagne rue Auguste Michel.
- Raoul de Warren (1905-1992), historien, généalogiste, juriste et romancier d'origine irlandaise. il est notamment l'auteur de La Terre de Saint-Gervais au Val de Loire (1965) mais aussi de romans fantastiques comme la Bête de l’Apocalypse, l’Énigme du mort-vivant. Il vécut de longues années au Château de Saint-Gervais qu'il avait reçu de son mariage avec Marie de Montrichard, avant de vendre celui-ci.
- Auguste Michel (1925-1944) dit 'Fito', sous-lieutenant et chef de détachement FTPF, fut abattu par l'armée nazie devant la maison de ses parents le 5 juillet 1944 à l'âge de 19 ans. Sa mère, Louise Arbez-Michel, elle-même résistante, fit mine de ne pas reconnaître son fils devant les militaires allemands pour protéger le réseau de résistance. Une plaque commémorative rue des ponts Saint-Michel rappelle le lieu de cet événement.
- Jean-Claude Deret (1921-2016), comédien - scénariste -auteur/compositeur/interprète écrivain pour enfants—metteur en scène qui émerveilla le village par ses créations artistiques et qui a donné son nom à la salle polyvalente.